# Vicatia
- Commons
- Wikispecies

Vicatia é um género botânico pertencente à família Apiaceae.